# Piotr (książę Coimbry)
Pedro (ur. 9 grudnia 1392 w Lizbonie, zm. 20 maja 1449) – infant i regent Portugalii, książę Coimbry.
Był synem króla Portugalii Jana I i jego żony królowej Filipy.
Od śmierci brata króla Edwarda I w 1438 do wszczęcia przeciw niemu buntu jego przyrodniego brata księcia Bragançy Alfonsa przy poparciu króla Alfonsa V w 1448 sprawował regencję. Poległ walcząc z jego siłami w Bitwie pod Alfarrobeirą. 
W 1429 poślubił hrabinę Urgel Izabelę. Para miała sześcioro dzieci:
- Infanta Piotra (1429–1466), przyszłego króla Aragonii w opozycji do Jana II,
- Infanta Jana (1431–1457), tytularnego księcia Antiochii, który w 1456 roku poślubił Charlottę, dziedziczkę Cypru,
- Infatkę Izabelę (1432–1455), przyszłą królową Portugalii, żonę króla Alfonsa V Afrykańczyka,
- Infanta Jaime (1434–1459), kardynała,
- Infantkę Beatriz (1435–1462), żonę Adolfa kliwijskiego,
- Infantkę Filipę (1437–1492), zakonnicę.